# ミハイル・スリペンチュク

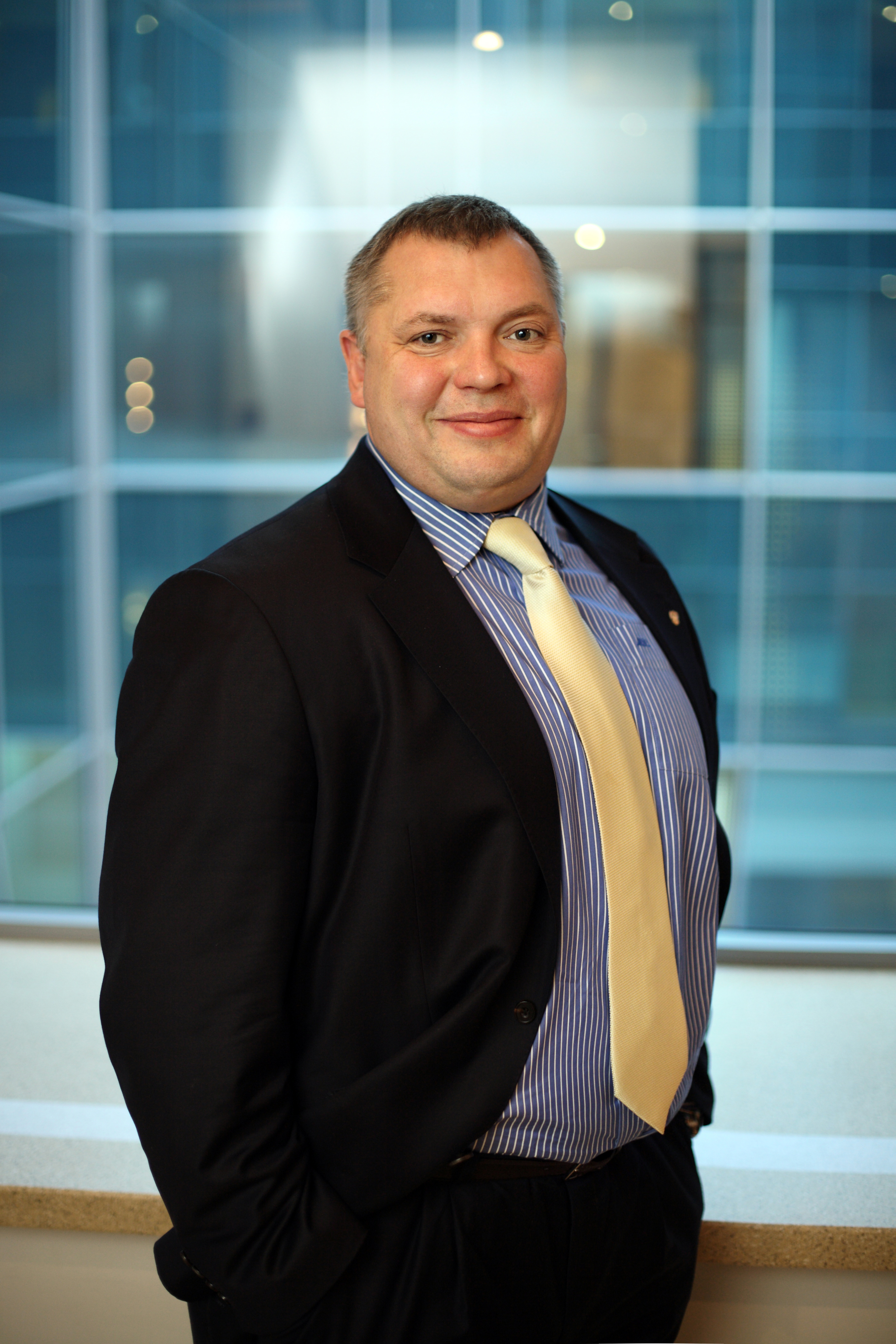
ミハイル・スリペンチュク

ミハイル・ヴィクトロヴィチ・スリペンチュク（露：Михаи́л Ви́кторович Слипенчу́к / Mikhail Viktorovich Slipenchuk、1965年1月20日 - ）は、ロシアアルタイ地方ルプツォフスク出身の実業家。アセットマネジメント企業メトロポールの創業者で、オリガルヒの一人。
モスクワ大学地理学部、同大院卒、博士（経済学）。元統一ロシア環境資源委員会副議長。
スリペンチュクは日本との経済協力において調整役を務めたこともあるほか、空手道黒帯の武道家で、ロシア極真館空手道連盟の総裁でもある。フォーブス誌によれば、総資産は6億ドルに上るという。